# Thuiaria stelleri
Thuiaria stelleri är en nässeldjursart som beskrevs av Gustav Heinrich Kirchenpauer 1884. Thuiaria stelleri ingår i släktet Thuiaria och familjen Sertulariidae. Inga underarter finns listade i Catalogue of Life.